# Roy Brown (músico)
Roy Brown (Nueva Orleans, Luisiana, 10 de septiembre de 1925-San Fernando, California, 25 de marzo de 1981) fue un cantante estadounidense de blues, rockabilly y rhythm and blues.

## Biografía
Uno de los pioneros del rock and roll a partir de su interpretación de temas como "Hip Shakin' Baby", "Good Rockin' Tonight" y "Ain't No Rockin' No More" para la compañía DeLuxe Records en 1947. La canción fue "Good Rockin' Tonight" inmediatamente versionada por artistas como Wynonie Harris, Elvis Presley, Ricky Nelson, Jerry Lee Lewis, Paul McCartney y muchos otros. El estilo de Brown, melismático y con una fuerte impronta del gospel, influyó fuertemente en cantantes como B.B. King, Bobby Bland, Elvis Presley y Little Richard, entre otros.
- Datos: Q588392
- Multimedia: Roy Brown (blues musician) / Q588392